# 温胜光
温胜光（1984年4月24日—），马来西亚歌手、演员。

## 音乐作品
- 2007年《小王子》

1. 我只能偷偷喜欢你
2. 牵着你的手
3. 牵着你的手续
4. 小王子
5. 飞机场
6. 拥抱

## 电视作品
- 《咖啡恋人馆》
- 《少年包青天》
- 《我的全家福》

## 外部連結
- 溫勝光相關新聞